# اسکایلر شی
اسکایلر شِی (انگلیسی: Skyler Shaye؛ زادهٔ ۱۴ اکتبر ۱۹۸۶) یک هنرپیشه اهل ایالات متحده آمریکا است. وی از سال ۱۹۹۶ میلادی تاکنون مشغول فعالیت بوده‌است.

## گزیدهٔ آثار

### سینما
- مردانگی (۲۰۰۳)

### تلویزیون
- ذهن‌های مجرم (۲۰۰۶)
- آناتومی گری (۲۰۰۶)